# 북아일랜드 녹색당

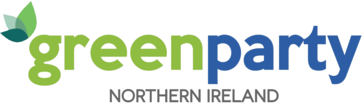

북아일랜드 녹색당(영어: Green Party in Northern Ireland)은 영국 북아일랜드의 진보 정당으로 1983년에 창당했다. 현재 북아일랜드 정당 중에서 여섯 번째로 규모가 크다.

## 같이 보기
- 녹색당
- 녹색정치